# Piazza Bovio (Nápoly)
A Piazza Bovio egy nápolyi tér. A 20. század eleji városmegújítási program keretén belül hozták létre. Az átépítések előtt ennek a területnek Fusaria volt a neve, az itt dolgozó kenderfonók és vászongyártók után. A teret a világhírű Fontana del Nettuno díszíti. 